# Haploscelis nitidus
Haploscelis nitidus is een keversoort uit de familie zwamkevers (Endomychidae). De wetenschappelijke naam van de soort werd in 1900 gepubliceerd door Csiki.